# زيمان (متجر)
زيمان Zeeman هي سلسلة متاجر هولندية لبيع الملابس وادوات النسيج، أسسها رجل الأعمال الهولندي يان زيمان عام 1967م. شركة زيمان تملك مايقارب من 1300 فرعا في كل من هولندا، بلجيكا، لوكسمبورغ، ألمانيا، فرنسا، النمساو إسبانيا.

## وصلات خارجية
الموقع الرسمي على الشبكة لزيمان بهولندا